# Вуж тигровий
Вуж тигро́вий (Rhabdophis tigrinus) — родини полозових (Colubridae). Умовно отруйна змія (реальної небезпеки для людини, як правило, не становить). Описано 3 підвиди.

## Опис
Загальна довжина досягає 110 см, хвіст у 4-5 разів коротший за тулуб. Міжносові щитки мають більш-менш трапецієподібну форму. Шов між міжщелепними та першим верхньогубним щитками значно коротший, ніж шов поміж міжщелепними й міжносовим. Передочних щитків 2, заочноямкових — 3-4. Луска хвоста має виражені реберця. Навколо середини тулуба в одному рядку є 19 лусок. Черевних щитків — 141—170, підхвостових — 66-88 пар. Анальний щиток розділений.
Забарвлення верхньої сторони тулуба темно-оливкове, темно-зелене, світло-коричневе, іноді зустрічаються блакитні або чорні кольори спини з чітко вираженими чорними поперечними смугами або плямами уздовж хребта та з більш великими чорними плямами з боків, які розташовуються в 1 рядок. Нерідко спинні і бічні плями зливаються один з одним і утворюють характерний «тигровий» поперечний малюнок. У передній третині тулуба у проміжках між чорними плямами краї луски яскравого цегляно-червоного, червоного або помаранчево-червоного кольору. Молоді особини темно-сірого забарвлення з зеленуватим відтінком. Під оком є різка чорна коса смуга клиноподібної форми, яка значно ширше чорних смужок в області шва між верхньогубними щитками, з боків шиї по одній більш-менш трикутній чорній плямі. Передні краї черевних щитків з чорними, поперечними, нерівно окресленими по задньому краю плямами.

## Поширення
Мешкає на Корейському півострові, у Японії, у південному та східному Китаї, Тайвані, В'єтнамі, Приморському, Хабаровському краях Росії.

## Спосіб життя
Полюбляє заводнену місцевість, водойми, змішані та листяні ліси. Активний вдень. У разі небезпеки приймають характерну позу загрози, яка супроводжується майже вертикально піднятою сплощеною передньою третиною тіла, шипінням й кидками у бік ворога. На верхній поверхні шиї з особливих залоз виділяється їдкий секрет, що відлякує хижаків. Слина й секрет верхньогубних залоз при попаданні до рани може викликати сильне отруєння. Для дрібних тварин укуси представляють серйозну небезпеку, відомі випадки з летальним результатом при укусах людей. Харчується жабами, рибою. Здобич поїдає живцем.
Це яйцекладна змія. У другій половині липня — серпні самки відкладають 18-22 яйця. Наприкінці серпня-вересні з'являються молоді вужі довжиною 15-17 см.

## Підвиди
- Rhabdophis tigrinus tigrinus
- Rhabdophis tigrinus lateralis
- Rhabdophis tigrinus formosanus